# São Domingos de Gusmão (diaconia)
São Domingos de Gusmão é uma diaconia instituída em 18 de fevereiro de 2012, pelo Papa Bento XVI.

## Titulares protetores
- Manuel Monteiro de Castro (2012-2022); título pro hac vice (desde 2022)